# Ретарола (Рим)
Ретарола је насеље у Италији у округу Рим, региону Лацио.
Према процени из 2011. у насељу је живело 51 становника. Насеље се налази на надморској висини од 69 м.